# Razem (album Pod Budą)
Razem – ostatnia jak dotąd płyta studyjna grupy Pod Budą, różniąca się stylowo i brzmieniowo od swoich poprzedniczek za sprawą różnorodnej muzyki stworzonej przez Andrzeja Sikorowskiego i Jana Hnatowicza. Na nową płytę składają się zarówno latynoskie rytmy w utworze „Cha – cha dla Ani Dymnej” (opowiadającej o aktorce Annie Dymnej, mieszkającej w Rząsce po sąsiedzku z członkami grupy Pod Budą) lub próby Andrzeja Sikorowskiego zmierzenia się z hip-hopem w piosence „Co najmniej kilka razy”, jak i romantyczne ballady, m.in. „Znaków szczególnych brak”, „Wielkie pranie”. Na albumie znajduje się również rock and roll’owy utwór „Lot 306”, czy „Stowarzyszenie rannej rosy” zaśpiewane przez duet Anna Treter i Maja Sikorowska. Grupie Pod Budą oraz Janowi Hnatowiczowi towarzyszą wybitni muzycy sesyjni, tacy jak: Sławomir Berny, Leszek Szczerba, Mariusz „Fazi” Mielczarek czy Grzegorz Górkiewicz.

## Muzycy
- Anna Treter – śpiew
- Andrzej Sikorowski – śpiew, gitara akustyczna, mandolina
- Marek Tomczyk – gitara elektryczna, gitara akustyczna WASHBURN EA 33, gitara klasyczna, pedal steel
- Andrzej Żurek – gitara basowa

oraz
- Maja Sikorowska – śpiew (3, 7, 11)
- Sławomir Berny – perkusja, instrumenty perkusyjne (1 – 13)
- Andrzej Biskupski – trąbka, skrzydłówka (6, 7)
- Grzegorz Górkiewicz – fortepian, instrumenty klawiszowe (1 – 8, 10 – 12)
- Jan Hnatowicz – gitara akustyczna, gitara elektryczna (2 – 4, 8, 9)
- Mariusz Fazi Mielczarek – tenor sax (6)
- Andrzej Rękas – puzon (6)
- Leszek Szczerba – tenor sax, sopran sax, klarnet (4, 8, 9, 11)

## Lista utworów
| 1.  | „Zmowa z zegarem” (muz. i sł. Andrzej Sikorowski)                         | 4:53  |
|     |                                                                           |       |
| 2.  | „Bo przecież razem” (muz. Jan Hnatowicz, sł. Andrzej Sikorowski)          | 4:36  |
|     |                                                                           |       |
| 3.  | „Stowarzyszenie Rannej Rosy” (muz. Jan Hnatowicz, sł. Andrzej Sikorowski) | 3:45  |
|     |                                                                           |       |
| 4.  | „Lot 306” (muz. Jan Hnatowicz, sł. Andrzej Sikorowski)                    | 3:07  |
|     |                                                                           |       |
| 5.  | „Znaków szczególnych brak” (muz. i sł. Andrzej Sikorowski)                | 5:11  |
|     |                                                                           |       |
| 6.  | „Piosenka dla Figi” (muz. i sł. Andrzej Sikorowski)                       | 4:14  |
|     |                                                                           |       |
| 7.  | „Cha-cha dla Ani Dymnej” (muz. i sł. Andrzej Sikorowski)                  | 4:06  |
|     |                                                                           |       |
| 8.  | „Wielkie pranie” (muz. Jan Hnatowicz, sł. Andrzej Sikorowski)             | 5:13  |
|     |                                                                           |       |
| 9.  | „Etniczna” (muz. Jan Hnatowicz, sł. Andrzej Sikorowski)                   | 3:58  |
|     |                                                                           |       |
| 10. | „Walczyk na nowe Millenium” (muz. i sł. Andrzej Sikorowski)               | 3:54  |
|     |                                                                           |       |
| 11. | „Głos z oddali” (muz. i sł. Andrzej Sikorowski)                           | 4:09  |
|     |                                                                           |       |
| 12. | „Moje wyznanie” (muz. i sł. Andrzej Sikorowski)                           | 4:38  |
|     |                                                                           |       |
| 13. | „Co najmniej kilka razy” (muz. i sł. Andrzej Sikorowski)                  | 2:03  |
|     |                                                                           |       |
|     |                                                                           | 53:47 |
|     |                                                                           |       |

### Informacje uzupełniające
- Grzegorz Górkiewicz – aranżacje (6)
- Jan Hnatowicz – aranżacje (2-4, 8, 9)
- Andrzej Sikorowski – aranżacje (7, 11)
- Marek Tomczyk – aranżacje (1, 5, 7, 10, 12, 13)